# Karl Gustafsson (fotbollsspelare)
Karl Johan "Köping" Gustafsson, född 16 september 1888 i Köping, Västmanland, död 20 februari 1960 i Köping, var en svensk fotbollsspelare, känd som den första målgöraren i Sveriges allra första fotbollslandskamp, mot Norge 1908. 
Gustafsson, som sågs som Sveriges första kompletta fotbollsspelare och landslagets "fältherre", vann två SM-guld med Djurgårdens IF, deltog i tre olympiska spel (1908, 1912 och 1920) och var även uttagen som reserv till OS 1924.
Gustafsson är som medlem nr 3 invald i Svensk fotbolls Hall of Fame.

## Fotbollskarriär

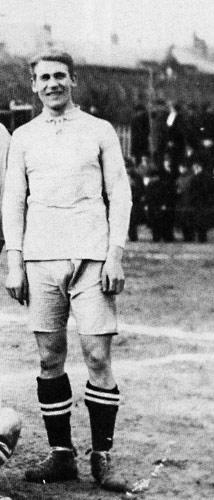
"Köping" före en landskamp mot Ryssland 1913

Gustafsson debuterade som fotbollsspelare i IFK Köpings A-lag redan som femtonåring och han blev med tiden en stor målgörare. I en distriktsmästerskapsmatch mot Sala ledde Köping efter första halvlek med 4 mål och alla kedjespelare hade gjort mål, utom Gustafsson. Det blev tråkningar och gliringar i pausen varpå Gustafsson svarade med att göra tio mål i andra halvlek. Ett annat exempel är IFK Köpings seger 1906 med 17–0 i DM-fotboll mot Arboga, då han skrev in sig som alla tiders skyttekung med 12 egna mål, jämnt fördelade på halvlekarna.
Sveriges första landskamp i fotboll spelades den 12 juli 1908 mot Norge i Göteborg. Gustafsson var en del av startelvan och fick också göra det fotbollshistoriska första landslagsmålet; detta i matchminut 14 med ett mål som betydde 1–1. Sverige vann till slut med hela 11–3.
Gustafsson reste i januari 1913 till England för att studera fotboll och han skrev amatörkontrakt med Leicester där han spelade 12 matcher. Under denna period spelades landskamper runt om i Europa och även i Sverige hade fotbollsintresset ökat. När landslaget, med "Köping" som en av målskyttarna, år 1916 slog det då "omöjliga" Danmark med 4–0 inför 20 000 åskådare hamnade fotboll på allas läppar och hela Stockholm kom i segerrus efter matchen.
Från 1916 spelade Gustafsson för Djurgårdens IF och kunde redan den första säsongen (1916/17) titulera sig svensk mästare efter en finalseger med 3-1 över AIK på Stockholms stadion i oktober 1917. Tillsammans med landslagskollegorna Ragnar Wicksell och Bertil Nordenskjöld bildade han ett fruktat mittfält som stod bakom många segrar.
Gustafsson förde noggrann statistik över alla matcher och han kom till sist upp i ett stort antal. 296 segermatcher, 232 förluster och 107 oavgjorda (totalt 635 matcher), varav dessa var 44 SM-matcher och 66 internationella vänskapsmatcher. Sammanlagt gjorde han 483 mål och kunde fira två SM-guld med Djurgården, 1917 och 1920.

### Stor grabb och Hall of Fame
Kalle "Köping", som var en av de första som fick Stora Grabbars Märke i fotboll, spelade under åren 1908–24 sammanlagt 32 landskamper (varav 7 i OS) på vilka han gjorde 22 mål.

Köping valdes år 2003 i den första selektionen som medlem nr 3 in i Svensk fotbolls Hall of Fame. Detta med presentationstexten:
"Köping' var vår förste komplette spelare. Svenska landslagets förste målskytt. Landslagskarriären sträckte sig ända till 1924"

## Vid sidan om fotbollen
Gustafssons engagemang i andra idrottsgrenar vid sidan om fotbollen var stort. Han var inte bara instruktör utan också ledare på skilda nivåer i ett 15-tal organ; från ordförandeskap i Köpings IS och ledamot av Västmanland-Närkes idrottsförbund till ordförande 1938–40 i Västmanlands IF:s första ishockeysektion och ledamot av styrelsen för Köpings brottarklubb. Tränarskapet omfattade ett 30-tal klubbar, varav 24 västmanländska.
Efter sin aktiva karriär öppnade han en sportaffär som snabbt blev känd i hela Sverige.

## Meriter

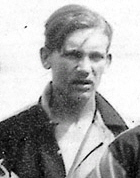
Gustafsson efter Sveriges första landskamp, 1908

### I klubblag
Djurgårdens IF
- Svensk mästare (2): 1917, 1920

### I landslag
Sverige
- Uttagen i Sveriges första fotbollslandslag någonsin, mot Norge 12 juli 1908
- Uttagen till OS (4): 1908, 1912, 1920, 1924 (reserv)
- 32 landskamper, 22 mål

### Individuellt
- Invald i Svensk fotbolls Hall of Fame
- Mottagare av Stora grabbars märke, 1926
- Sveriges första målskytt någonsin i en fotbollslandskamp, mot Norge 12 juli 1908

### Webbkällor
- Profil på footballzz.com
- "Presentation av invalda fotbollspersonligheter i SFS:s Svensk fotbolls Hall of Fame", bolletinen.se, läst 2013 01 30
- Köpings Kommun om Karl Gustafsson
- Svenska idrottshistoriska föreningen om Karl Gustafsson
- Lista på landskamper, svenskfotboll.se, läst 2013 01 29
- "Olympic Football Tournament Stockholm 1912", fifa.com, läst 2013 01 29